# 李遠
李 遠（り えん、507年 - 557年）は、北魏末から北周にかけての軍人。西魏の十二大将軍のひとり。字は万歳。兄は李賢。弟は李穆。本貫は隴西郡成紀県を称し、唐皇李氏と同じ漢人の名門貴族・隴西の李氏を称していたが、近年の考古学的発掘により、出自を詐称しており、鮮卑拓跋であることが確定している。

## 経歴
李文保の子として生まれた。幼い頃から戦さ遊びをして、戦闘指揮に長け、郡太守に「この小児は必ず将軍とならん。非常の人なり」と評された。成長すると書伝を渉猟したが、概略を知るのみであった。524年（正光5年）、勅勒の胡琛の反乱軍が原州に侵入すると、李遠兄弟は郷里の人を率いて州城の防衛にあたったが、外援がなく城は陥落し、兄弟は人に匿われて難を逃れた。李遠は兄の李賢を説得して、都の洛陽を目指した。北魏の朝廷により武騎常侍に任じられ、まもなく別将に転じた。
530年（永安3年）、爾朱天光が万俟醜奴の乱を討つべく西征の軍を発すると、李遠はその道案内をつとめ、伏波将軍・長城郡太守・原州大中正に任じられた。また侯莫陳崇の下で反乱軍と戦い、高平郡太守に転じた。宇文泰と面会すると、気に入られて麾下に招かれ、親しく待遇された。
534年（永熙3年）、孝武帝が関中に入ると、李遠は仮節・銀青光禄大夫・主衣都統に任じられ、安定県伯に封じられた。535年（大統元年）、西魏の文帝の即位に際して、李遠はその字（万歳）のめでたいことから、文帝の昇殿に付き添った。使持節・征東大将軍の位を受け、爵位を公に進めた。
537年（大統3年）、宇文泰に従って東魏の竇泰を攻撃し、弘農の攻城戦に参加した。都督・原州刺史に任じられたが、宇文泰が李遠を側近に置くことを望んだため、兄の李賢が代わりに原州に赴任して事務を代行した。沙苑の戦いにおいては、李遠の功績が最上とされ、車騎大将軍・儀同三司の位を受け、陽平郡公に爵位を進めた。まもなく独孤信に従って東進し、洛陽に入城した。538年（大統4年）、東魏の侯景らにより洛陽で包囲されたが、宇文泰の救援を受けて、包囲を脱した。河橋・邙山の戦いにおいて、李遠は独孤信とともに右軍に配属されたが、敗れて撤退した。大丞相府司馬に任じられて、軍事や国政の重要事に参与した。539年（大統5年）、黒水稽胡が西魏に反抗すると、李遠は楊忠とともにこれを討ち、反乱を鎮圧した。河東の情勢が安定しないことから、河東郡太守として出向した。後に長安に召還されて侍中・驃騎大将軍・開府儀同三司となった。太子少傅に任じられ、ほどなく少師に転じた。
543年（大統9年）、東魏の北豫州刺史の高仲密が西魏に帰順を求めてくると、李遠は自ら志願して前軍を率い、行台尚書に任じられて東進し、高仲密を救った。そのまま宇文泰に従って邙山の戦いに参加したが、西魏軍は敗北した。李遠は殿軍をつとめて部隊を整然と撤退させた。ほどなく都督義州弘農等二十一防諸軍事に任じられた。
東魏の段韶が兵糧を送る名目で2万の兵を率いて宜陽に向かうと、李遠は兵を派遣してこれを撃破し、その物資を奪取した。位は大将軍に上り、ほどなく尚書左僕射に転じた。宇文泰は十一男の宇文達（後の北周の代王）を李遠の養子として与え、親愛ぶりを示した。
ときに宇文泰は後嗣を定めていなかった。嫡子にあたる略陽郡公宇文覚はまだ幼く、庶長子の宇文毓が年長で人望も高いうえに、大司馬の独孤信が宇文毓の妻の父として後ろ盾となっていた。宇文泰が諸公の前で後嗣の話題を持ち出すと、諸公はみな沈黙したが、ひとり李遠が嫡子の宇文覚支持を表明し、独孤信が拒否するなら斬り捨てようと言って抜刀してみせた。宇文泰や諸公は李遠の議論に従い、独孤信も異を唱えなかった。556年（恭帝3年）、六官が建てられると、小司寇に任じられた。557年、北周が建国されると、李遠は柱国大将軍の位に進み、弘農に駐屯した。
9月、子の李植が宇文護の殺害を計画したが、宇文護側に漏洩し、李植は梁州刺史として出された。まもなく孝閔帝宇文覚が廃位されると、李遠父子は長安に召還され、李植は宇文護に殺害された。10月、李遠は自殺を強要されて死去した。享年は51。572年（建徳元年）、宇文護が処断されると、李遠の名誉は回復され、本官に加えて陝熊等十五州諸軍事・陝州刺史の位を贈られた。諡は忠といった。581年（開皇元年）、隋が建国されると、上柱国の位を追贈され、黎国公に追封された。諡を懐と改められた。

## 子女
- 李植（宇文泰の下で相府司録参軍。宇文護に殺害された）
- 李叔諧（兄の罪に連座して処刑された）
- 李叔謙（兄の罪に連座して処刑された）
- 李叔譲（兄の罪に連座して処刑された）
- 李基

## 伝記資料
- 『周書』巻25 列伝第17
- 『北史』巻59 列伝第47